# Правило взаємного виключення
Правило взаємного виключення — твердження в молекулярній спектроскопії про те, що для молекул із центром симетрії нормальні моди не можуть бути одночасно раман-активними та проявлятися в інфрачервоних спектрах. Воно є наслідком застосування теорії груп і дозволяє за порівнянням раманівських та інфрачервоних спектрів визначити, чи має молекула центр симетрії.
Правило виникає тому, що в точковій групі з центром симетрії, нормальні коливання, активні в інфрачервоному спектрі, перетворюються за незвідним представленням, утвореним однією з компонент вектора дипольного моменту (як координата x, y або z), а тому повинні мати непарну (u) симетрію, тобто характер щодо інверсії дорівнює -1, тоді як раманівські моди, що перетворюються як тензор поляризовності (тобто як добуток двох координат), повинен мати парну  (g) симетрію, оскільки відповідний характер дорівнює +1. Тому не існує незвідного представлення, що охоплювало б як інфрачервоні так і раманівські моди, отже, відповідні спектри не перекриваються. 
Однак, це зовсім не означає, що нормальні коливання, які не є раман-активними, обов'язково повинні бути активними в інфрачервоному спектрі — можливо, що мода коливання з певною симетрією не буде активною ні там, ні там. 

## Виноски
1. ↑  Bernath, Peter F. (2005). Spectra of Atoms and Molecules (вид. 2nd). Oxford University Press. с. 304. ISBN 9780195177596.
2. ↑  Hollas, John Michael (2004). Modern Spectroscopy (вид. 4th). John Wiley & Sons. ISBN 9780470844168.